# Natalja Yuganiuk
Natalja Yuganiuk, née le 1er octobre 1968, est une coureuse cycliste soviétique puis ukrainienne.

## Palmarès sur route

### Championnats du monde
- 1997 Saint-Sébastien
  - 25e de la course en ligne

### Par années
- 1990
  - 3e étape du WCRA Three-day
- 1991
  - 2e du Tour de Leimental
- 1992
  -  Championne d'Ukraine sur route
- 1993
  - 3e étape du Tour de Berlin
  - 3e du GP Kanton Aargau
- 1994
  - 2e du Gran Premio della Liberazione PINK
- 1995
  - 3e étape du GP Presov
  - 2e du GP Winterthur
  - 3e du GP Osterhas
- 1996
  - 2e du Stausee Rundfahrt - Klingnau
  - 3e du GP Kanton Aargau
- 1997
  - Grand Prix Cham-Hagendorn
  - 3e étape du Tour du Finistère
  - 2e du Stausee Rundfahrt - Klingnau
  - 2e du GP Tell
  - 3e du Tour des six communes (Suisse)
  - 3e du Tour de Berne
  - 3e de Schellenberg Rundfahrt
- 1998
  - Stausee Rundfahrt - Klingnau
  - 2e du Tour du lac Majeur
  - 2e du GP Osterhas
  - 3e de Schellenberg Rundfahrt
- 1999
  - Tour du lac Majeur
  - GP Osterhas
  - GP Kanton Aargau
  - 1re étape du Tour de la Drôme
  - 2e du Grand Prix Cham-Hagendorn
  - 3e de Stausee Rundfahrt - Klingnau
- 2000
  - 2e du Gran Premio della Liberazione PINK
  - 2e du GP Osterhas
- 2001
  - 2e du Tour du lac Majeur

### Grands tours

#### Tour d'Italie
- 1995 : 39e